# Двугубые цветки
Двугу́бые цветки́ — один из пяти типов цветков растений семейства сложноцветных (Asteraceae). Это обоеполые или однополые цветки с довольно длинной трубкой венчика, от которой отходят верхняя губа, состоящая из двух свободных зубцов, и нижняя губа, представляющая собой язычок с тремя зубцами на верхушке. По-видимому, именно двугубые цветки явились исходными для ложноязычковых цветков. Такими цветками обладает, к примеру, нассаувия (Nassauvia).
Формула цветка: ⚥ {\displaystyle \uparrow Ca_{0}\;Co_{(3),(2)}\;A_{(5)}\;G_{({\overline {2}})}}